# Una confusión
«Una confusión» es una canción grabada por los cantantes de Lu y fue escrita por Mario Sandoval. Fue lanzada al mercado musical el 7 de junio de 2004 como el segundo sencillo de su primer álbum de estudio, Lu.
La canción sería más tarde publicada en plataformas digitales obteniendo más de 12 millones de visualizaciones en YouTube, y más de 9 millones de reproducciones en Spotify. «Una confusión» logró posicionarse como el número 18 en el Latin Pop Airplay y como el número 40 del Hot Latin Songs del Billboard.

## Video musical
El vídeo musical de «Una confusión» fue publicado el 26 de octubre de 2009 en la plataforma digital YouTube, fue producido por Warner Music Latina. Cuenta con más de 12 millones de reproducciones. El videoclip fue de los diez más pedidos de MTV, y expone los problemas que enfrenta la juventud.

## Lista de canciones

### Descarga digital
| Una confusión— Single |                 |          |  |
| N.º                   | Título          | Duración |  |
| 1.                    | «Una confusión» | 5:22     |  |

## Listas

### Semanales
| País           | Lista                         | Mejor posición | Ref.  |
| -------------- | ----------------------------- | -------------- | ----- |
| Estados Unidos | Latin Pop Airplay (Billboard) | 18             | [ 3 ] |
| Estados Unidos | Hot Latin Songs (Billboard)   | 40             | [ 3 ] |